# Pentascyphus thyrsiflorus
Pentascyphus thyrsiflorus är en kinesträdsväxtart som beskrevs av Ludwig Radlkofer. Pentascyphus thyrsiflorus ingår i släktet Pentascyphus och familjen kinesträdsväxter. Inga underarter finns listade i Catalogue of Life.